# 田浦町 (横須賀市)
田浦町（たうらちょう）は、神奈川県横須賀市の地名。現行行政地名は田浦町一丁目から田浦町六丁目。住居表示は未実施。

## 地理
横須賀市の北部にある田浦地区に属し、北に船越町と港が丘、北東に田浦港町、東に長浦町、南東に田浦泉町と田浦大作町、南西に逗子市沼間と接している。なお、六丁目は飛び地になっている。

### 地価
住宅地の地価は、2022年（令和4年）7月1日の公示地価によれば、田浦町1丁目63番2の地点で10万3000円/m2となっている。

## 世帯数と人口
2023年（令和5年）4月1日現在（横須賀市発表）の世帯数と人口は以下の通りである。
| 丁目         | 世帯数    | 人口    |
| ------------ | --------- | ------- |
| 田浦町一丁目 | 365世帯   | 700人   |
| 田浦町二丁目 | 271世帯   | 503人   |
| 田浦町三丁目 | 420世帯   | 764人   |
| 田浦町四丁目 | 223世帯   | 420人   |
| 田浦町五丁目 | 198世帯   | 402人   |
| 田浦町六丁目 | 165世帯   | 355人   |
| 計           | 1,642世帯 | 3,144人 |

### 人口の変遷
国勢調査による人口の推移。
| 年                 | 人口  |
| ------------------ | ----- |
| 1995年（平成7年）  | 5,012 |
| 2000年（平成12年） | 4,276 |
| 2005年（平成17年） | 3,840 |
| 2010年（平成22年） | 3,607 |
| 2015年（平成27年） | 3,358 |
| 2020年（令和2年）  | 3,009 |

### 世帯数の変遷
国勢調査による世帯数の推移。
| 年                 | 世帯数 |
| ------------------ | ------ |
| 1995年（平成7年）  | 1,797  |
| 2000年（平成12年） | 1,666  |
| 2005年（平成17年） | 1,612  |
| 2010年（平成22年） | 1,582  |
| 2015年（平成27年） | 1,507  |
| 2020年（令和2年）  | 1,411  |

## 学区
市立小・中学校に通う場合、学区は以下の通りとなる（2022年3月時点）。
- 丁目、番・番地等 : 一丁目〜六丁目、各全域
  - 小学校 : 横須賀市立田浦小学校
  - 中学校 : 横須賀市立田浦中学校

## 事業所
2021年（令和3年）現在の経済センサス調査による事業所数と従業員数は以下の通りである。
| 丁目         | 事業所数 | 従業員数 |
| ------------ | -------- | -------- |
| 田浦町一丁目 | 8事業所  | 16人     |
| 田浦町二丁目 | 22事業所 | 320人    |
| 田浦町三丁目 | 36事業所 | 171人    |
| 田浦町四丁目 | 19事業所 | 104人    |
| 田浦町五丁目 | 10事業所 | 37人     |
| 田浦町六丁目 | 4事業所  | 33人     |
| 計           | 99事業所 | 681人    |

### 事業者数の変遷
経済センサスによる事業所数の推移。
| 年                 | 事業者数 |
| ------------------ | -------- |
| 2016年（平成28年） | 118      |
| 2021年（令和3年）  | 99       |

### 従業員数の変遷
経済センサスによる従業員数の推移。
| 年                 | 従業員数 |
| ------------------ | -------- |
| 2016年（平成28年） | 715      |
| 2021年（令和3年）  | 681      |

## 交通

### 鉄道
- 東日本旅客鉄道（JR東日本） 横須賀線
  - 田浦駅

### 道路
- 国道16号

## 施設
- 田浦郵便局
- 横須賀市立田浦小学校
- 田浦警察署 田浦町交番
- 静円寺

## その他

### 日本郵便
- 郵便番号 : 237-0075[2]（集配局 : 田浦郵便局[15]）。